# Corchorus saxatilis
Corchorus saxatilis är en malvaväxtart som beskrevs av Hiram Wild. Corchorus saxatilis ingår i släktet Corchorus och familjen malvaväxter. Inga underarter finns listade i Catalogue of Life.